# Peña Blanca, Motozintla
Peña Blanca är en ort i Mexiko.   Den ligger i kommunen Motozintla och delstaten Chiapas, i den sydöstra delen av landet, 900 km sydost om huvudstaden Mexico City. Peña Blanca ligger 1 006 meter över havet och antalet invånare är 121.
Terrängen runt Peña Blanca är bergig åt nordost, men åt sydväst är den kuperad. Runt Peña Blanca är det ganska tätbefolkat, med 78 invånare per kvadratkilometer. Närmaste större samhälle är Huixtla, 20,0 km sydväst om Peña Blanca. I omgivningarna runt Peña Blanca växer i huvudsak städsegrön lövskog.